# Pristinicola hemphilli
Pristinicola hemphilli är en snäckart som först beskrevs av Henry Augustus Pilsbry 1890.  Pristinicola hemphilli ingår i släktet Pristinicola och familjen tusensnäckor. IUCN kategoriserar arten globalt som otillräckligt studerad. Inga underarter finns listade i Catalogue of Life.